# Estrées-Mons
Estrées-Mons är en kommun i departementet Somme i regionen Hauts-de-France i norra Frankrike. Kommunen ligger i kantonen Péronne som tillhör arrondissementet Péronne. År 2022 hade Estrées-Mons 594 invånare.

## Befolkningsutveckling
Antalet invånare i kommunen Estrées-Mons
| Referens: INSEE |